# Joseph Paris Duverney
Joseph Paris Duverney (Moirans, 1684 – Paris dans son hôtel de la rue Saint-Louis-au-Marais., 1770) è stato un imprenditore francese.
Rappresentante con i suoi fratelli dell'antysistème che si opponeva all'economista John Law, fu da questi sconfitto nell'appalto alle Fermes générales. duverney fu esiliato, ma, caduto Law, tornò in patria come ministro delle finanze. Nuovamente esiliato, ritornò definitivamente nel 1730.